# 1957年中国大陆
| 中国历史 / 中国历史年表 |
| 世紀： 19世纪中国 / 20世纪中国 / 21世纪中国 |
| 年代： 1920年代中国 / 1930年代中国 / 1940年代中国 / 1950年代中国大陆 / 1960年代中国大陆 / 1970年代中国大陆 / 1980年代中国大陆                                 |
| 年份： 1953年中国大陆 / 1954年中国大陆 / 1955年中国大陆 / 1956年中国大陆 / 1957年中国大陆 / 1958年中国大陆 / 1959年中国大陆 / 1960年中国大陆 / 1961年中国大陆 |
| 纪年： 丁酉年（鸡年）、中华人民共和国成立8周年 |

本条目介绍1957年在中国大陆发生的事件。该年中国大陆人口估计为6.35亿人。

## 领导人
- 中共中央主席：毛泽东
- 国家主席：毛泽东
- 国务院总理：周恩来
- 全国人大常委会委员长：刘少奇
- 国家副主席：朱德

## 事件
- 百花运动终止
- 反右运动开始
- 漢陽一中事件
- 中国运载火箭技术研究院建成
- 由中華民國政府支持的伊斯蘭叛亂行動持续

### 其他事件
- 1月1日 - 杭州笕桥机场改组为军用两用机场
- 10月15日 - 武汉长江大桥开始使用
- 机构：
  - 高明监狱（英语：Gaoming Prison），位于广东佛山市高明区。
  - 河南省实验中学，位于河南郑州金水区。
  - 庐江监狱（英语：Lujiang Prison），位于安徽巢湖市。